# Folke Anderson
För andra betydelser, se Folke Andersson.
Sven Folke Anderson, född 21 mars 1903 i Ödskölt, Dalsland, död 8 maj 1968 i Guayaquil i Ecuador, var en svensk företagsledare inom fruktgrossist- och fruktodlarbranschen och grundare av snacksföretaget Estrella.
Anderson blev på grund av sina framgångar inom fruktbranschen känd under smeknamnet "Banankungen". Han är även känd för att ha introducerat både popcorn och potatischips i Sverige. Anderson mördades i sitt hem i Guayaquil av en okänd gärningsman i maj 1968.

## Biografi
Folke Anderson föddes den 21 mars 1903 på gården Ekeliden i Ödskölt, Dalsland. Som artonåring började han studera vid Filip Holmqvists handelsinstitut i Göteborg.

### Fruktbranschen
Andersons karriär tog sin början 1924 då han anställdes vid fruktfirman Frans A. Sandén AB. 1928 slutade han vid Sandén och gick istället över till Banan-Kompaniet, den främsta konkurrenten. Efter tolv år inom Banan-Kompaniet startade Anderson sedan sin egen fruktfirma 1940. Under andra världskriget (1939–1945) kunde ingen utländsk frukt importeras till Sverige. Efter kriget, när internationell handel återigen öppnades upp, chartrade Anderson två norska kylfartyg med bananer. Anderson hade förutsett en stor efterfrågan på bananer; satsningen blev mycket lönsam och lade grunden för Andersons förmögenhet.
1947 flyttade Anderson till USA, där han varit mest framgångsrik i sina affärer. Under sin tid i Amerika lärde sig Anderson att det i Ecuador fanns mycket bra och billigt land för odling av bananer och han blev snart en stor markägare i landet. 1948 flyttade han till Sydamerika och etablerade sig vid ranchen Timbre, utanför staden Esmeraldas. Dotterbolag för försäljning startades i Antwerpen, Guayaquil, Göteborg, New Orleans och New York. På grund av låg skatt placerade Anderson sitt huvudbolag, Fruit Trading, i Panama.
Utöver sin frukthandel var Anderson involverad i en rad andra olika verksamheter. Han startade bland annat ett bolag i syfte att starta turism och bygga hotell på Galapagosöarna, något som aldrig gick igenom. Anderson hade även affärer som rörde skeppsvarv och husvagnar.

### Snacks
Ett av Andersons bolag var Estrella (spanska för stjärna), vilket registrerades redan 1946. Innan 1950-talet var Estrella en del av Andersons fruktaffärer och hade även syftet att internationellt exportera textilprodukter från Borås.
Under 1950-talet var potatischips fortfarande mer eller mindre okända i Sverige. 1957 var Anderson på en resa till New York där han försökte lansera ett nytt klädmärke. Under detta besök gick han på en boxningsmatch i Madison Square Garden där han blev bjuden på chips. Anderson blev förtjust och beslutade att börja egen tillverkning och försäljning i Sverige. Tillverkningen av chips och popcorn vid Estrellas fabrik i Alingsås påbörjades redan samma år. Anderson blev därmed den första att tillverka och sälja chips i Sverige. Estrella tillverkade och sålde också popcorn, vilket man också blev först med i Sverige.
Chips och popcorn sålde bra i Sverige; 1964 flyttade Estrella till större lokaler i Kortedala i Göteborg. 1965 köpte Marabou verksamheten av Anderson.

### Problem i Ecuador och död
Mot slutet av 1960-talet uppstod det problem for Anderson i Ecuador. Lönsamheten för bananexporten sjönkt kraftigt till följd av överproduktion och sjukdomar i odlingarna. Samtidigt rådde det social oro i landet och Anderson blev pressad av både myndigheterna och fackliga organisationer. Anderson, känd för att kunna vara obenägen att lyssna på andra, bestämde sig till slut för att helt lägga ner verksamheten i Esmeraldas, där så mycket som 80 % av befolkningen var ekonomiskt beroende av hans företag. Detta ledde i sin tur till en hätsk stämning samt att vissa tidigare anställda började kräva skadestånd. Anderson valde snart att lämna Esmeraldas och flytta till Guayaquil.
Den 8 maj 1968 hittades Anderson mördad i sitt lyxhus i Guyaquil. Han hade både krossår och skottsår i huvudet. Det fanns flera misstänkta för mordet  men inga bevis starka nog för en fällande dom har hittats och mordet har därför förblivit olöst.

## Eftermäle
Anderson var ogift och hade inga barn. Hans arv på 1,3 miljoner kronor blev omtvistat och präglades av stämningar och tvister, vissa involverandes myndigheter i både Ecuador och USA, innan det efter sex år betalades ut till hans syskonbarn. 1,3 miljoner kronor var ett mindre arv än väntat; hur och varför stora delar av Andersons förmögenhet försvann är okänt. Under årtiondena efter sin död blev Anderson mer eller mindre bortglömd i Sverige. 2008 behandlades Anderson i en biografisk artikel av Gudrun Rydberg i Hembygden, Dalslands Fornminnes- och hembygdsförbunds årsskrift. Minnet av Anderson lever kvar i Esmeraldas, där det bland annat finns en fotbollsstadion som han lät bygga 1958 och som bär hans namn, Estadío Folke Anderson.